# Conistra gemella
Conistra gemella là một loài bướm đêm trong họ Noctuidae.